# Jaszczurka trójpręga
Jaszczurka trójpręga (Lacerta trilineata) – gatunek gada z rodziny jaszczurkowatych (Lacertidae).

## Systematyka
Niektóre populacje uznawane dawniej za podgatunki Lacerta trilineata zostały wydzielone do odrębnych gatunków: L. citrovittata, L. diplochondrodes, L. pamphylica i L. media. Obecnie wyróżnia się 4 podgatunki:
- Lacerta trilineata hansschweizeri Müller, 1935
- Lacerta trilineata major Boulenger, 1887
- Lacerta trilineata polylepidota Wettstein, 1952
- Lacerta trilineata trilineata Bedriaga, 1886

## Wygląd
Bardzo duża, masywna jaszczurka o szerokiej głowie i bardzo długim ogonie. Żółto-zielona lub zielona strona grzbietowa pokryta delikatnymi, czarnymi cętkami. Boki szyi, a najczęściej również boki tułowia i nasadowej części ogona mogą być jasnoniebieskie lub niebieskozielone (barwa ta jest wyraźniejsza u samców). Podgardle żółte lub zielonkawe, a brzuch najczęściej żółty. Młode osobniki są blado- lub czekoladowobrązowe z trzema lub pięcioma zaznaczonymi paskami. Uda jasno cętkowane. Całkowita długość ciała do 60 cm.

## Występowanie
Jaszczurka ta występuje w krajach bałkańskich oraz na wyspach wokół Półwyspu Bałkańskiego.

## Środowisko
Jaszczurka trójpręga występuje zarówno na suchych, skalistych obszarach o bogatej rzeźbie terenu, jak i w środowiskach wilgotnych, silnie zakrzaczonych i położonych w sąsiedztwie wody. W tych biotopach zasiedla tylko mocno nasłonecznione miejsca. Występuje od poziomu morza do wysokości 1600 m n.p.m.

## Tryb życia
Opuszcza kryjówkę wczesnym rankiem i rozgrzewa się na słońcu, po czym udaje się na poszukiwanie pokarmu. Podczas dużego upału ogranicza swoją aktywność i przebywa w zacienionych miejscach. Ze snu zimowego pierwsze budzą się samce, a dopiero 14 dni później samice.

## Rozród
Pomiędzy majem a lipcem samica składa do kryjówki 5–20 jaj, z których pomiędzy lipcem a wrześniem wylęgają się młode.

## Pokarm
Jaszczurka trójpręga żywi się głównie: szarańczakami, pasikonikami, świerszczami, pająkami, stonogami, a także małymi jaszczurkami, skorpionami oraz skolopendrami.